# Ilaló
El Ilaló es un volcán inactivo y altamente erosionado, significa: 'caña y aguacate', del cayapa ela: la caña, y alu: aguacate, situado en la cuenca del río San Pedro, frente al río Guayllabamba, en el Distrito Metropolitano de Quito  de la provincia de Pichincha en el norte de Ecuador.
Su actividad volcánica se manifiesta a través de numerosas fuentes termales cuyos afloramientos han facilitado la instalación de centros de hidroterapia y de recreación en sus alrededores, como los tradicionales balnearios  de El Tingo, la Merced, Ilaló, Cununyacu y muchas piscinas privadas, inclusive de carácter familiar.
En las faldas de este volcán se encuentran Las Parroquias La Merced y Alangasí en el Valle de los Chillos, actualmente las poblaciones se encuentran cada vez más habitadas debido a la belleza y clima de este lugar. En el lado posterior del Volcán se encuentran también diferentes parroquias del Distrito Metropolitano de Quito en el sector del Valle de Tumbaco.

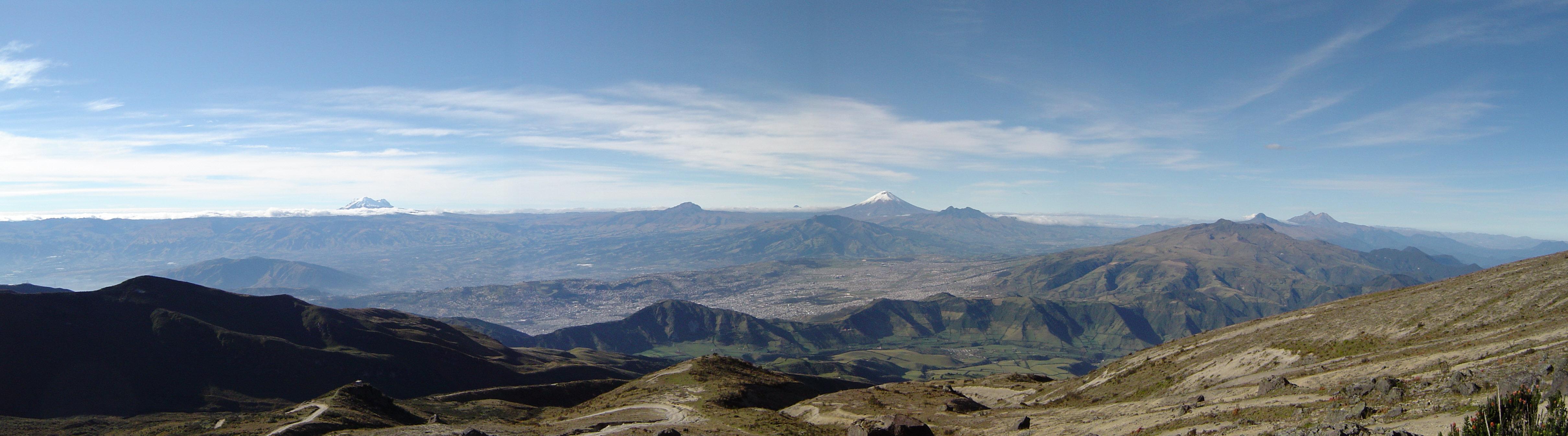